# Birgit Schanzen
Birgit Schanzen (* 1958) ist eine deutsche Journalistin und Fernsehmoderatorin.

## Leben
Im Programm des NDR Fernsehen (N3) moderierte sie ab 1991 das Magazin Rund um den Michel. Sie war auch Moderatorin des Hamburger Journal und von Leute machen Kleider. Derzeit (Stand 2020) ist sie Leiterin des Ressorts Serien und Unterhaltung beim NDR.
Am 20. Mai 1997 heiratete sie den Journalisten Ulrich Wickert. Die Ehe wurde nach einem Jahr geschieden und blieb kinderlos.